# Kamienica przy ul. Armii Krajowej 11 w Kłodzku
Kamienica przy ul. Armii Krajowej 11 w Kłodzku – pochodząca z 1706 roku barokowa kamienica,  położona w obrębie starówki.

## Historia
Budynek został wzniesiony w 1706 roku, w XX wieku był przebudowany.
Decyzją wojewódzkiego konserwatora zabytków z dnia 9 stycznia 1964 roku kamienica została wpisana do rejestru zabytków

## Architektura
Kamienica ma trzy trakty. Elewacja trójosiowa ma trzy kondygnacje i dwa okienka w szczycie wolutowym. Przez pierwsze i drugie piętro biegną cztery głęboko żłobkowane pilastry korynckie z bardzo ozdobnymi głowicami. Okna pierwszego piętra, bardziej ozdobne, nakryte są obdasznicami w kształcie tympanonów (skrajne są trójkątne, środkowy jest łukowy). Okna drugiego piętra obwiedzione są cienką opaską, finezyjnie łamaną. Szczyt jest nieduży, ruchliwy, o delikatnej ornamentyce (pilastry i lekkie archiwolty). Całość niezwykle wdzięczna. Elewacja w fakturze obecnej pochodzi z połowy XVIII wieku.

## Galeria

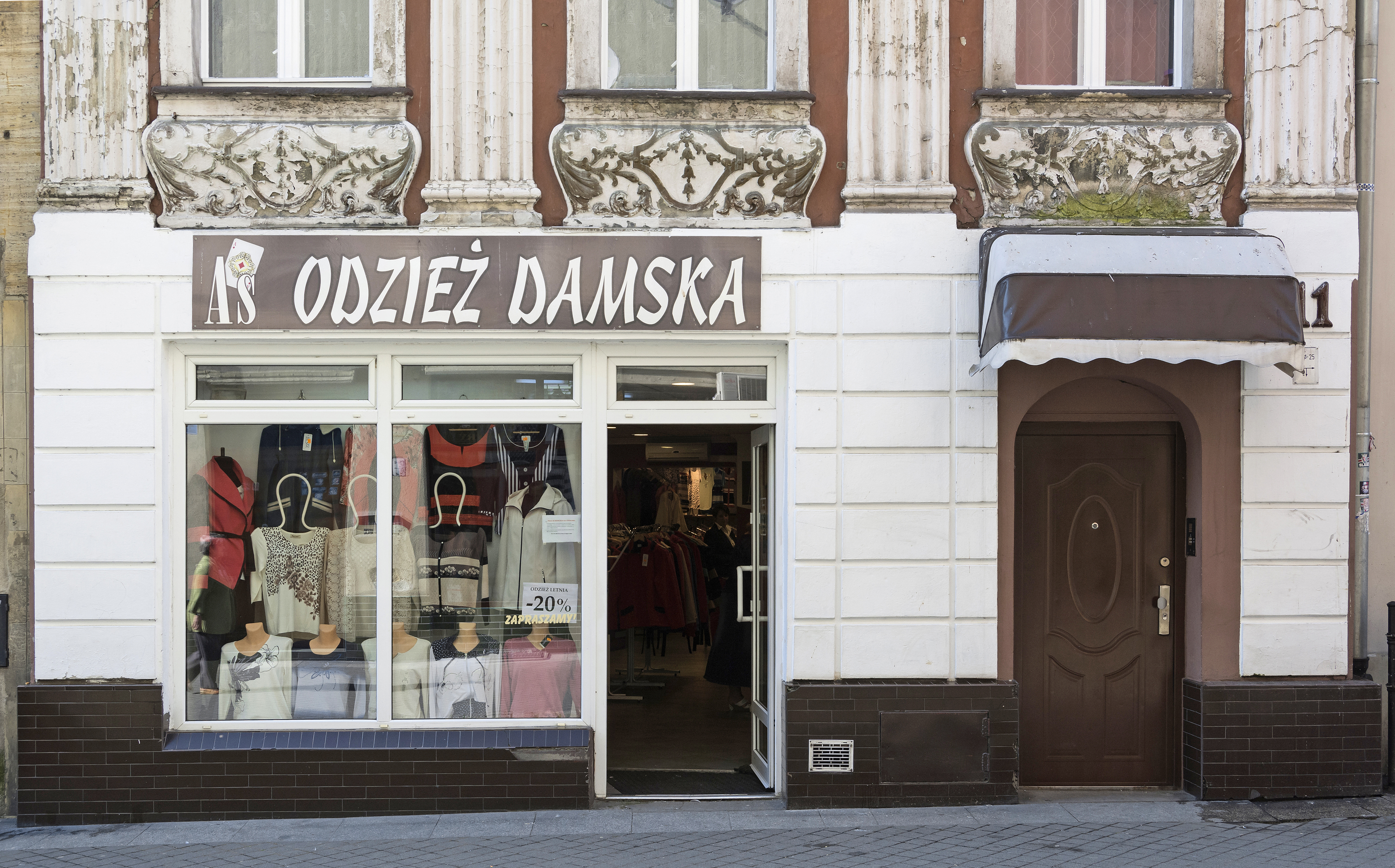
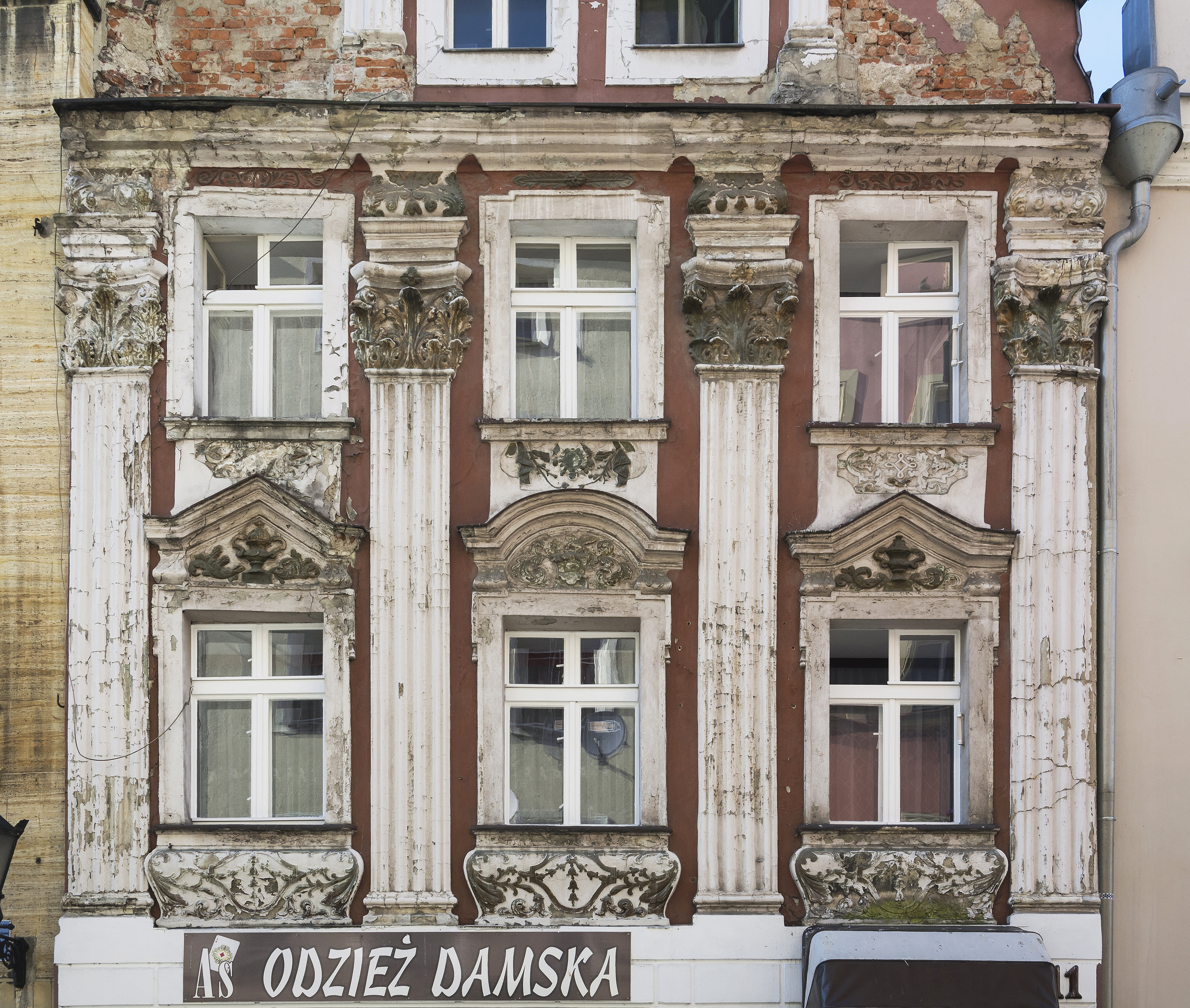
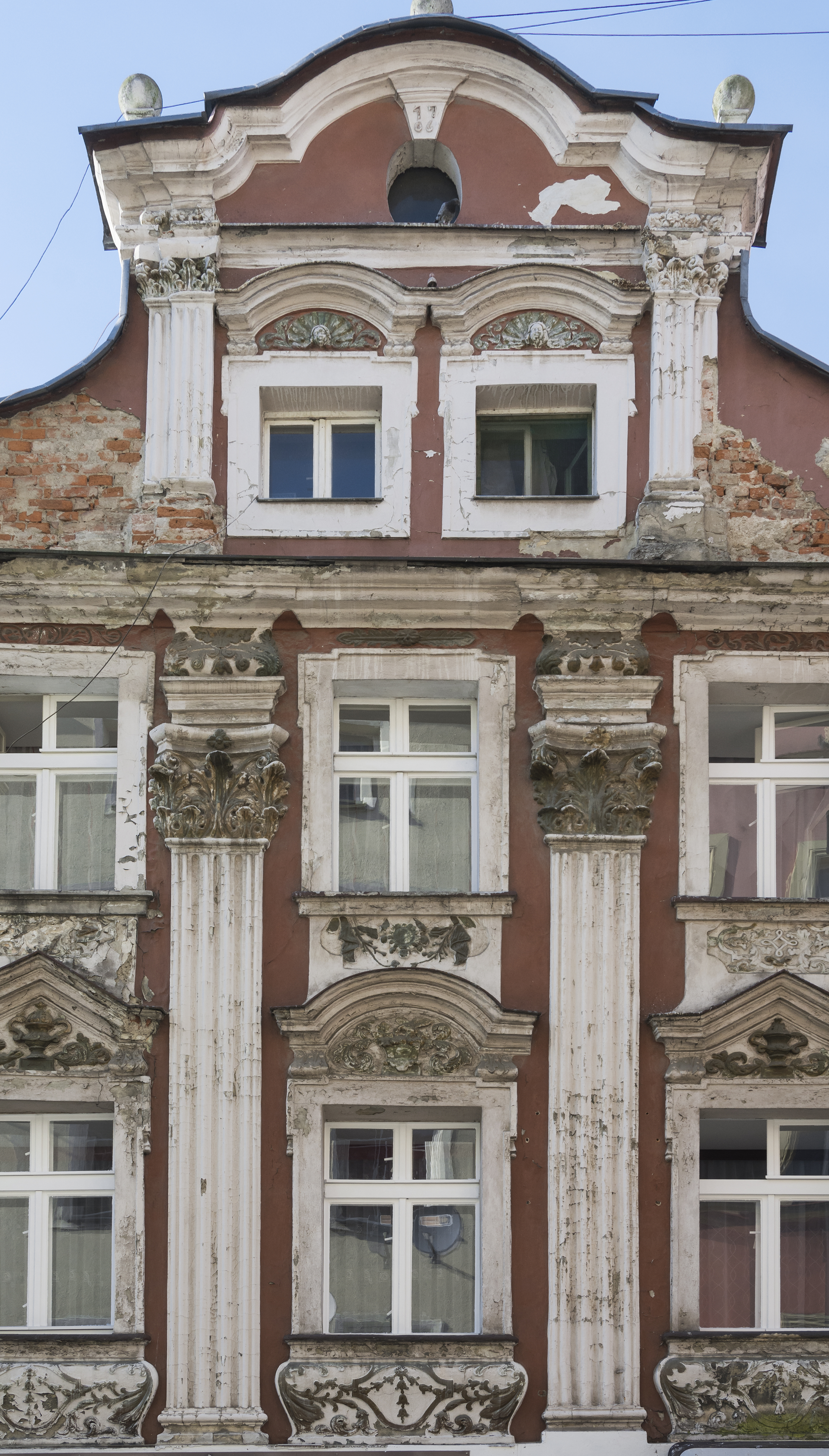
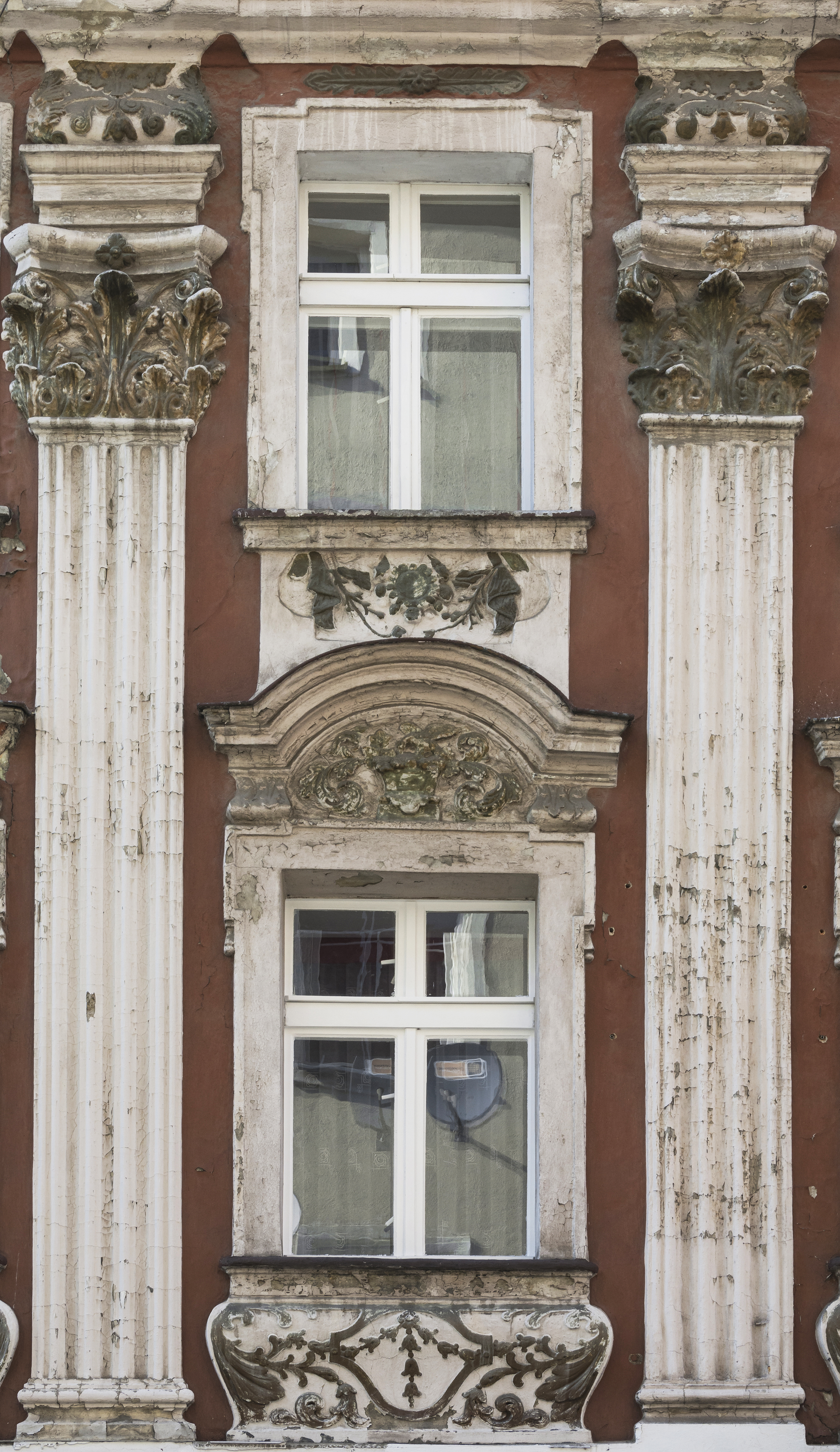
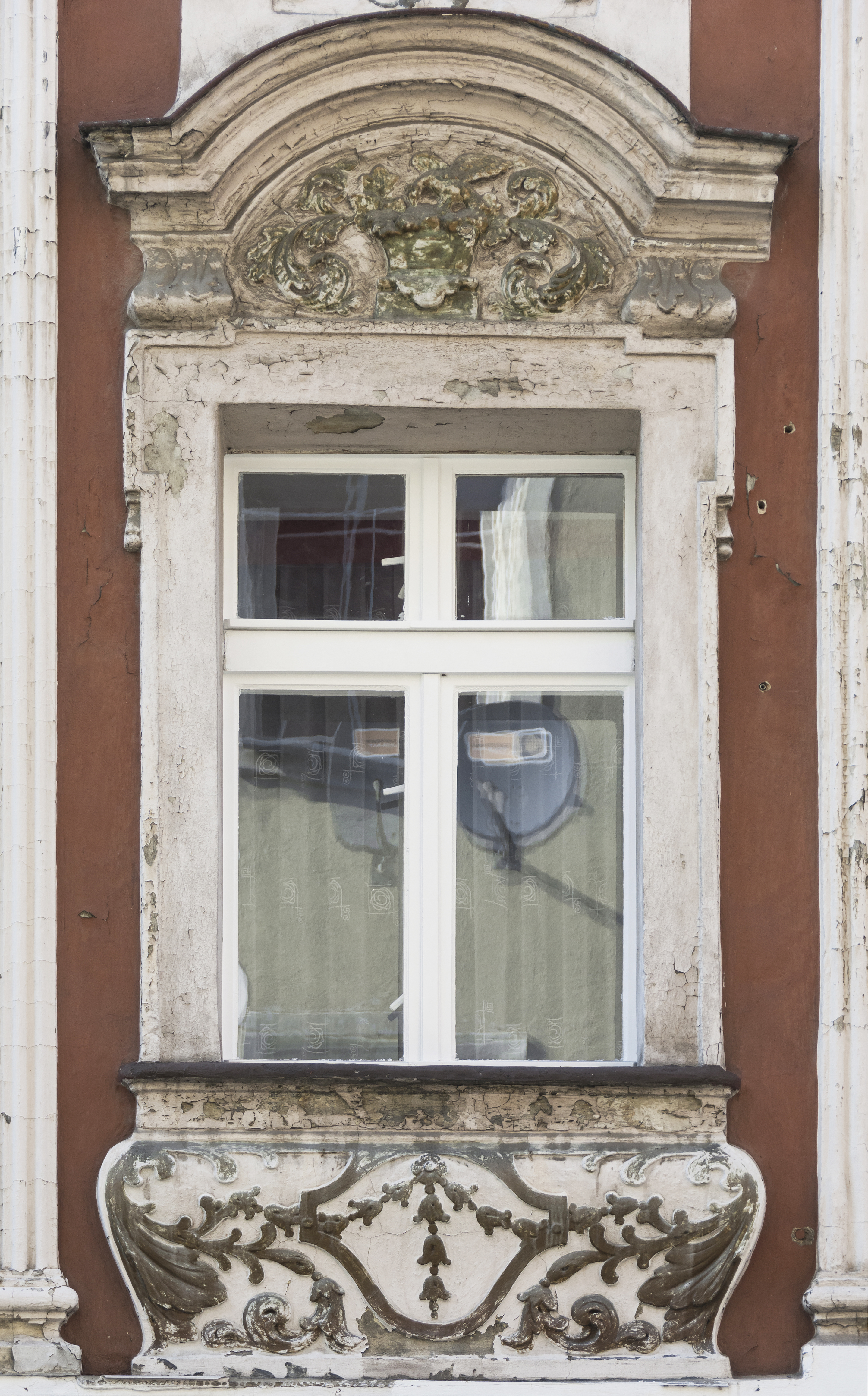
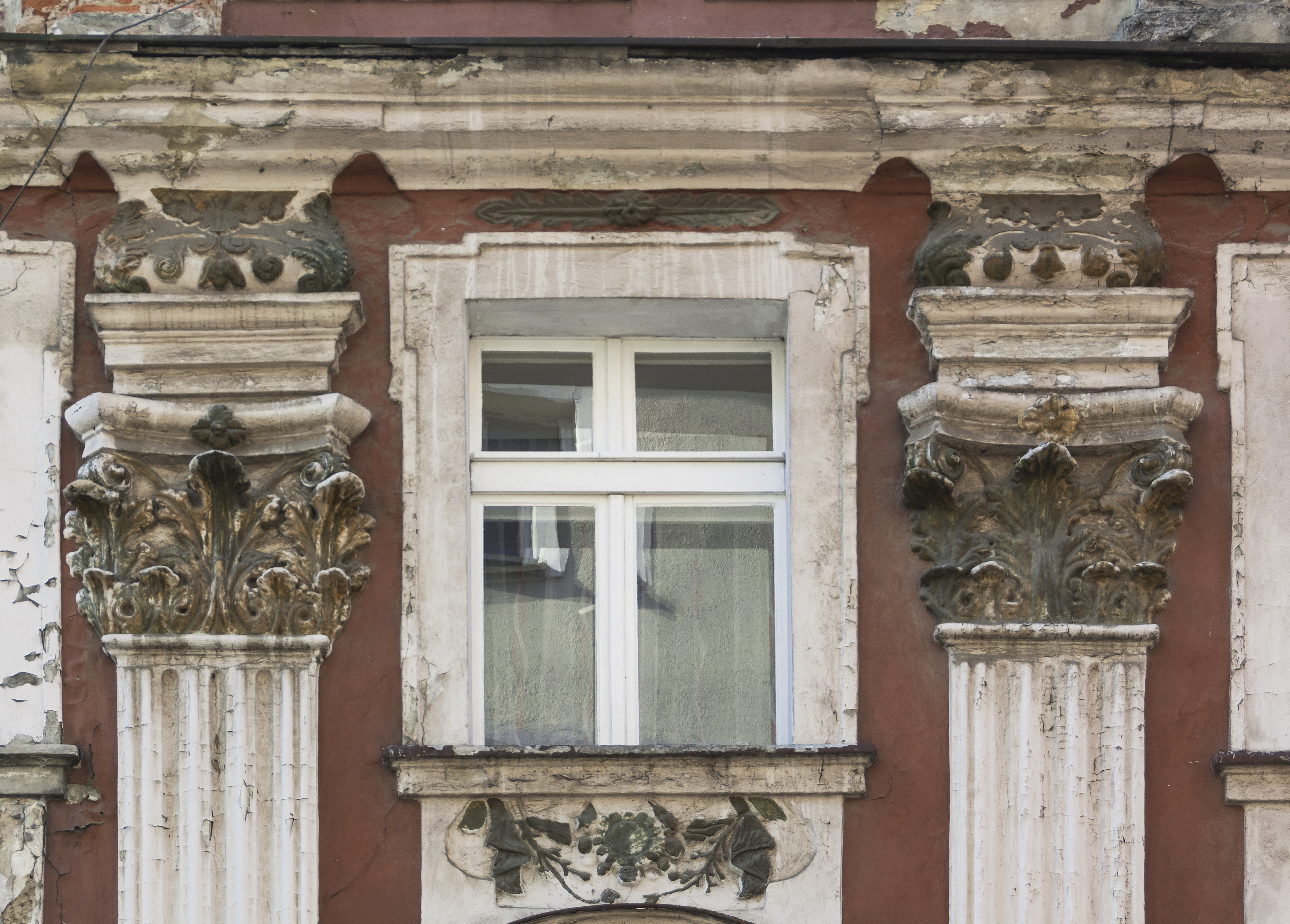
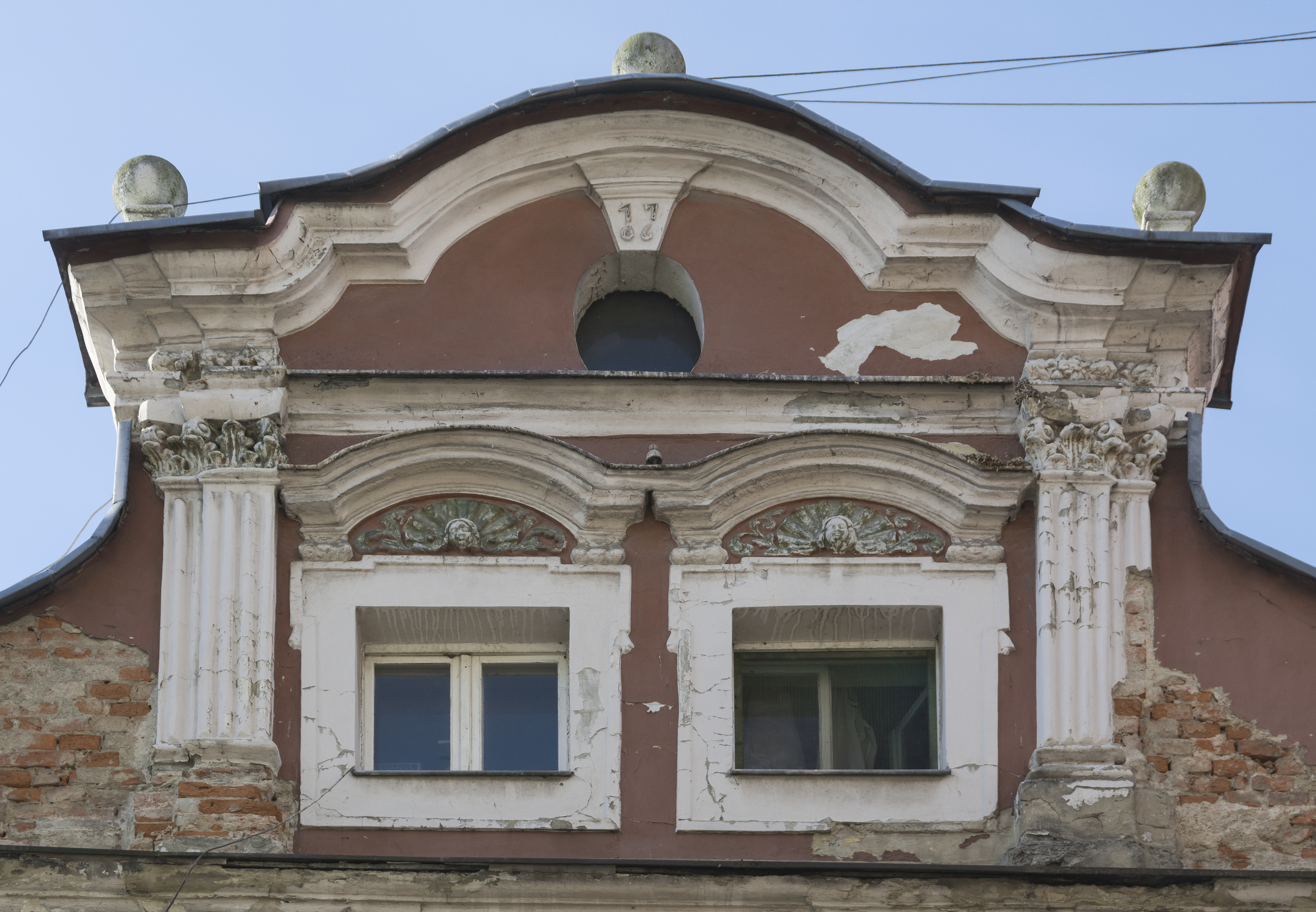